# Многочлен Лагранжа
Інтерполяцій́ний многочле́н Лагра́нжа — многочлен мінімального степеня, що приймає дані значення у даному наборі точок. Для {\displaystyle n+1} пар чисел {\displaystyle \ (x_{0},y_{0}),(x_{1},y_{1})\dots (x_{n},y_{n})}, де всі {\displaystyle \ x_{i}} різні, існує єдиний многочлен {\displaystyle \ L(x)} степеня не більшого від {\displaystyle n}, для якого {\displaystyle \ L(x_{i})=y_{i}}.
У найпростішому випадку {\displaystyle n=1} - це лінійний многочлен, графік якого — пряма, що проходить через дві задані точки.

## Визначення

Цей приклад представляє інтерполяційний многочлен Лагранжа для чотирьох точок (-9,5), (-4,2), (-1,-2) і (7,9), а також поліноми
y_{j} l_{j}(x), кожний з яких проходить через одну з виділених точок, та приймає нульове значення в інших x_{i}

Лагранж запропонував спосіб обчислення таких многочленів:
{\displaystyle L(x)=\sum _{j=0}^{n}y_{j}l_{j}(x)}
де базисні поліноми визначаються за формулою:
{\displaystyle \ l_{j}(x)=\prod _{i=0,j\neq i}^{n}{\frac {x-x_{i}}{x_{j}-x_{i}}}={\frac {x-x_{0}}{x_{j}-x_{0}}}\cdots {\frac {x-x_{j-1}}{x_{j}-x_{j-1}}}{\frac {x-x_{j+1}}{x_{j}-x_{j+1}}}\cdots {\frac {x-x_{n}}{x_{j}-x_{n}}}\,}
Очевидно, що {\displaystyle l_{j}(x)} мають такі властивості:
- Це поліноми степеня {\displaystyle n}
- {\displaystyle \ l_{j}(x_{j})=1}
- {\displaystyle \ l_{j}(x_{i})=0} при {\displaystyle i\neq j}

Звідси випливає, що {\displaystyle L(x)}, як лінійна комбінація {\displaystyle l_{j}(x)}, може мати степінь не більший від {\displaystyle n}, та {\displaystyle L(x_{j})=y_{j}}.

## Застосування
Поліноми Лагранжа використовуються для інтерполяції, а також для
чисельного інтегрування.
Нехай для функції {\displaystyle f(x)} відомі значення {\displaystyle y_{j}=f(x_{j})} у деяких точках.  Тоді ця функція може інтерполюватися як 
{\displaystyle f(x)\approx \sum _{j=0}^{n}f(x_{j})l_{j}(x)}
Зокрема,
{\displaystyle \int _{a}^{b}f(x)dx\approx \sum _{j=0}^{n}f(x_{j})\int _{a}^{b}l_{j}(x)dx}
Значення інтегралів від {\displaystyle l_{j}} не залежать від {\displaystyle f(x)}, тож їх можна обчислювати заздалегідь, знаючи послідовність {\displaystyle x_{i}}.

### Для випадку рівномірного розподілу на відрізку вузлів інтерполяції
У вказаному випадку можна виразити {\displaystyle x_{i}} через відстань між вузлами інтерполяції h та початкову точку {\displaystyle x_{0}}:
{\displaystyle x_{j}\equiv {x_{0}+jh}},
і, як наслідок, 
{\displaystyle {x_{i}-x_{j}}\equiv (i-j)h}.
Якщо підставити ці вирази у формулу базисного полінома та винести h за знаки множення у чисельнику та знаменнику, отримаємо
{\displaystyle l_{i}(x)={\prod \limits _{j=0,i\neq j}^{n}{(x-x_{j}) \over (x_{i}-x_{j})}}={\prod \limits _{j=0,i\neq j}^{n}(x-x_{0}-jh) \over h^{n-1}\prod \limits _{j=0,i\neq j}^{n}(i-j)}={{{h^{n-1}}\prod \limits _{j=0,i\neq j}^{n}({{x-x_{0}} \over h}-j)} \over {h^{n-1}\prod \limits _{j=0,i\neq j}^{n}(i-j)}}\,\!}.
Після цього можна ввести заміну змінної
{\displaystyle y={{\frac {x-x_{0}}{h}}\,\!}}
і отримати поліном від у, який будується з використанням лише цілочисленної арифметики. Недоліком цього підходу є факторіальна складність чисельника та знаменника, що вимагає використання алгоритмів з багатобайтним представленням чисел.

## Приклади

### Приклад 1
Ми бажаємо інтерполювати ƒ(x) = x2 на діапазоні 1 ≤ x ≤ 3, із відомими трьома точками:
{\displaystyle {\begin{aligned}x_{0}&=1&&&f(x_{0})&=1\\x_{1}&=2&&&f(x_{1})&=4\\x_{2}&=3&&&f(x_{2})&=9.\end{aligned}}}
Інтерполяційний многочлен такий:
{\displaystyle {\begin{aligned}L(x)&={1}\cdot {x-2 \over 1-2}\cdot {x-3 \over 1-3}+{4}\cdot {x-1 \over 2-1}\cdot {x-3 \over 2-3}+{9}\cdot {x-1 \over 3-1}\cdot {x-2 \over 3-2}\\[10pt]&=x^{2}.\end{aligned}}}

### Приклад 2
Ми бажаємо інтерполювати ƒ(x) = x3 на діапазоні 1 ≤ x ≤ 3, із відомими трьома точками:
| {\displaystyle x_{0}=1\,} | {\displaystyle f(x_{0})=1\,}  |
| {\displaystyle x_{1}=2\,} | {\displaystyle f(x_{1})=8\,}  |
| {\displaystyle x_{2}=3\,} | {\displaystyle f(x_{2})=27\,} |

Інтерполяційний многочлен такий:
{\displaystyle {\begin{aligned}L(x)&={1}\cdot {x-2 \over 1-2}\cdot {x-3 \over 1-3}+{8}\cdot {x-1 \over 2-1}\cdot {x-3 \over 2-3}+{27}\cdot {x-1 \over 3-1}\cdot {x-2 \over 3-2}\\[8pt]&=6x^{2}-11x+6.\end{aligned}}}

### Зауваження

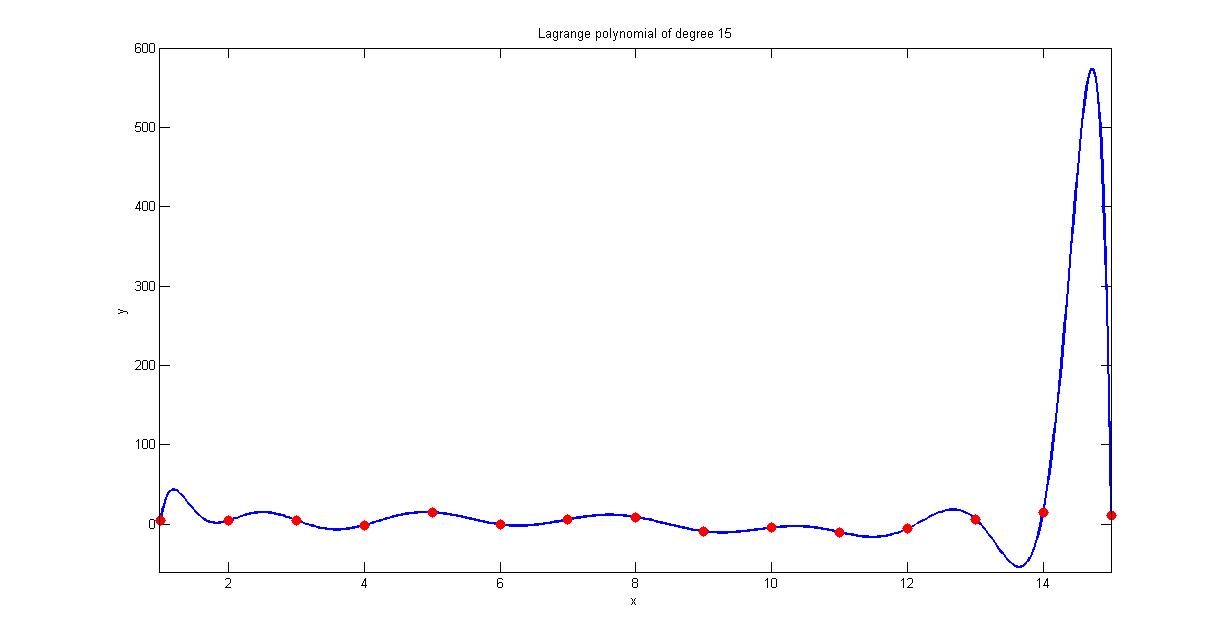
Приклад розбіжності інтерполяційного многочлена Лагранжа.

Як видно з побудови, кожен раз коли вузол {\displaystyle x_{k}} змінюється, всі базові многочлени Лагранжа необхідно перерахувати. Найкращим варіантом інтерполяційного многочлена для практичних (або обчислювальних) цілей є барицентрична форма інтерполяції Лагранжа або поліном Ньютона.
Лагранжева та інші інтерполяції із рівновіддаленими точками, як у прикладах згори, породжують многочлен, що коливається навколо справжньої функції. Ця поведінка сильніше себе виявляє у випадку більшої кількості заданих точок, призводячи до розбіжності відомої як феномен Рунге; проблему можна усунути обравши для інтерполяції вузли Чебишова.
Базові многочлени Лагранжа можна використати у чисельному інтегруванні для виведення формул Ньютона—Котеса.

## Приклад реалізації

### Код в Oberon
```
TYPE
 
Point
=
RECORD
 
x
,
y
:
REAL
 
END
;

PROCEDURE
 
PolynomLagrange
(
p
:
ARRAY
 
OF
 
Point
;
x
:
REAL
):
REAL
;

VAR
 
c
,
s
:
REAL
;

	
i
,
j
:
INTEGER
;

BEGIN

	
s
:=
0
;

	
FOR
 
i
:=
0
 
TO
 
LEN
(
p
)
-
1
 
DO

		
c
 
:=
 
1
;

		
FOR
 
j
:=
0
 
TO
 
LEN
(
p
)
-
1
 
DO

			
IF
 
i
#
j
 
THEN
 
c
:=
c
*
(
x
-
p
[
j
].
x
)
/
(
p
[
i
].
x
-
p
[
j
].
x
)
END

		
END
;

		
s
:=
s
+
c
*
y
[
i
]

	
END
;

	
RETURN
 
s

END
 
PolynomLagrange
;

```

### Код в C#
```
double
 
L_BI_MI
(
double
 
x
)

{

     
double
 
r
 
=
 
0
,
 
ra
,
 
rb
;

     
for
 
(
int
 
i
 
=
 
0
;
 
i
 
<
 
n
;
 
i
++
)

     
{

           
ra
 
=
 
rb
 
=
 
1
;

           
for
 
(
int
 
j
 
=
 
0
;
 
j
 
<
 
n
;
 
j
++
)

               
if
 
(
i
 
!=
 
j
)

               
{

                   
ra
 
*=
 
x
 
-
 
x_
[
j
];
    
//(x_[i],y_[i]) - інтерполяційні вузли

                   
rb
 
*=
 
x_
[
i
]
 
-
 
x_
[
j
];

               
}

            
r
 
+=
 
ra
 
*
 
y_
[
i
]
 
/
 
rb
;

    
}

    
return
 
r
;

}

```